# Workumertrekvaart
De Workumertrekvaart (Fries en officieel: Warkumer Trekfeart) is een kanaal in de gemeente Súdwest-Fryslân in de provincie Friesland (Nederland).

## Beschrijving
De trekvaart begint als voortzetting van de Horsa bij Workum en loopt noordwaarts aan de oostzijde van de N359 en de trekweg naar Bolsward. Dorpen die daaraan liggen zijn Parrega en Tjerkwerd. Het doorkruist bij Tjerkwerd het Van Panhuyskanaal, dat loopt richting het IJsselmeer bij Makkum.
De Workumertrekvaart eindigt bij Bolsward bij de monding van Het Kruiswater, waar de trekvaart overgaat in de Wijmerts of Bolswarderzeilvaart. Het Kruiswater verbindt de Stadsgracht van Bolsward.

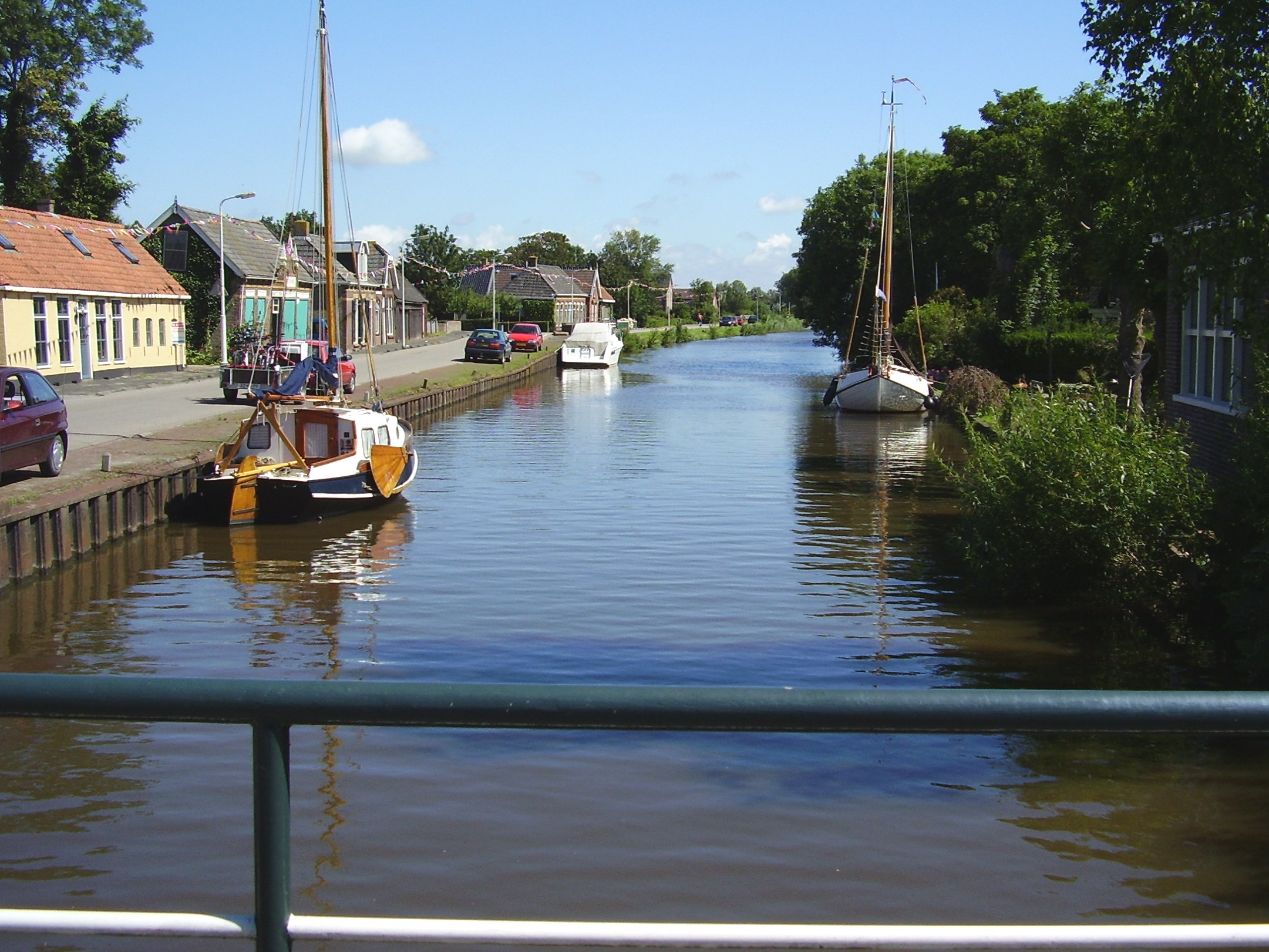
De Workumertrekvaart bij Parrega (2007)
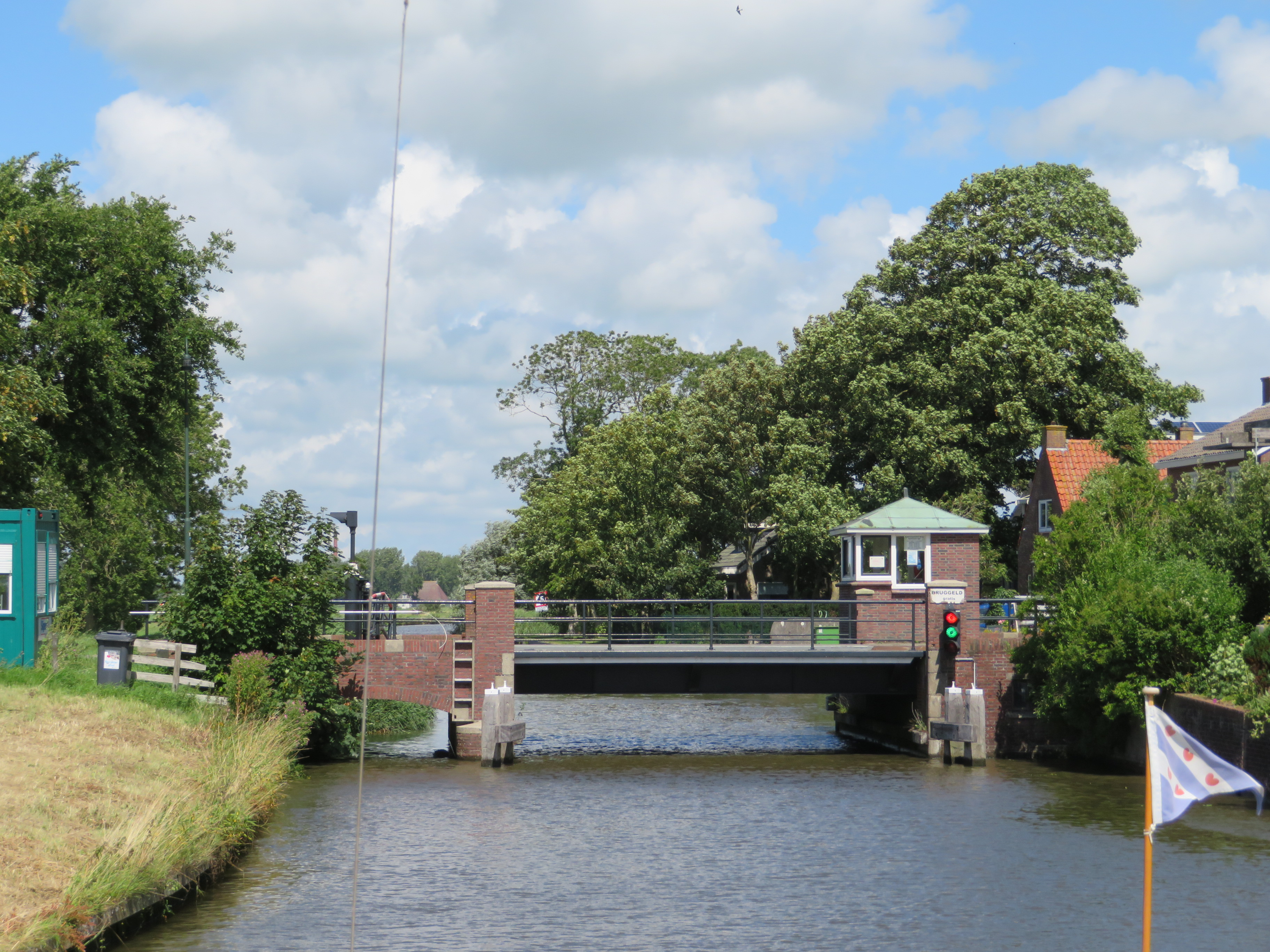
Brug bij Tjerkwerd (2020)
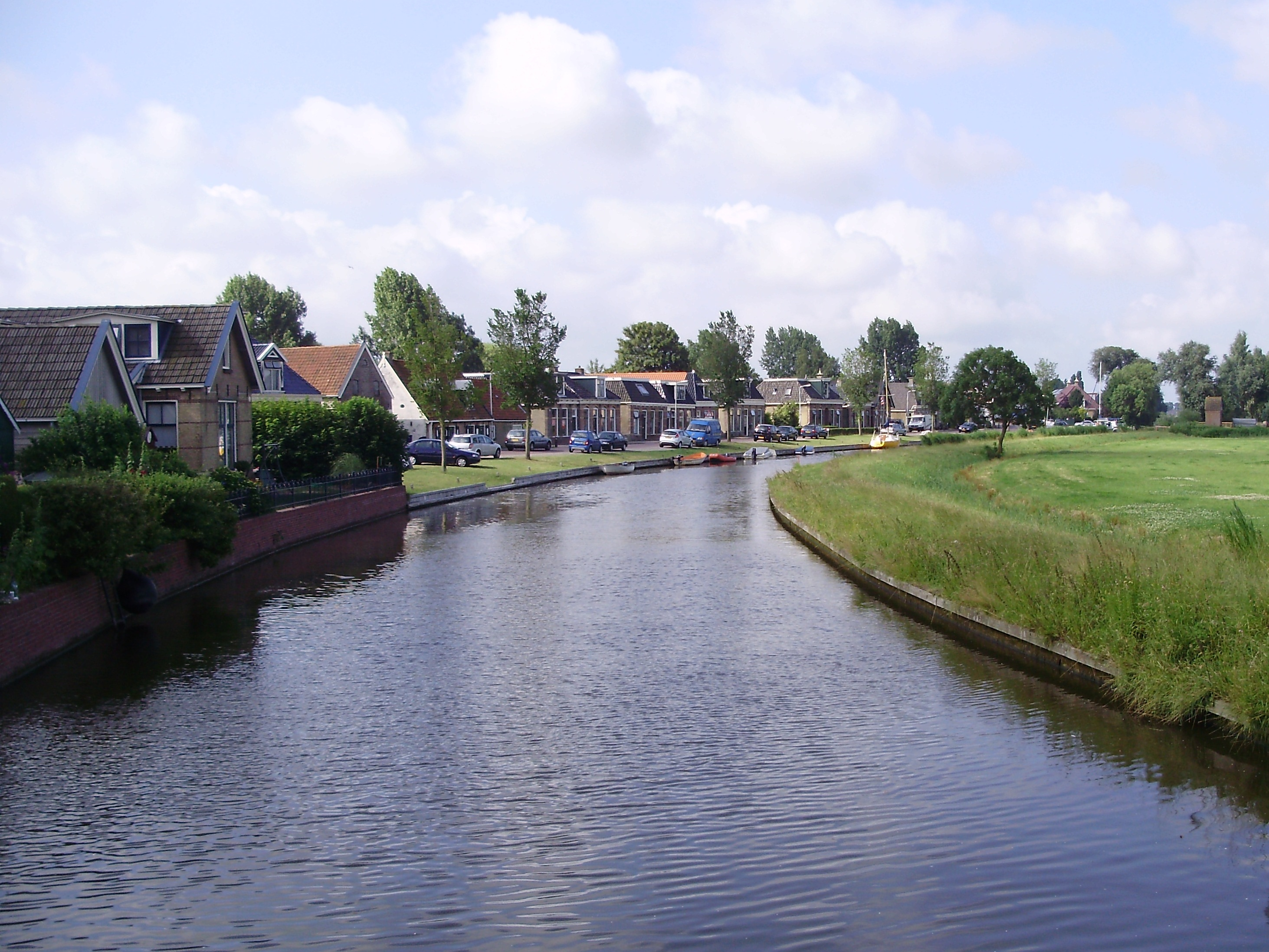
Bij Tjerkwerd (2009)

Zwette · Stadsgracht (Sneek) · Geeuw · Wijddraai · Wijde Wijmerts · Nauwe Wijmerts · Noorder Ee · Ee (Woudsend) · Slotermeer · Slotergat · Slotermeer · Luts · Van Swinderenvaart · Spookhoekstervaart · Rijstervaart · Oud-Karre · Johan Frisokanaal · Morra · Johan Frisokanaal · Noorderdijkvaart · Het Wijd · De Gronzen · Indijk · Zijlroede (Hindeloopen) · Oude Oostervaart · Dijkvaart · Horsa · Burevaart · Diepe Dolte · Workumertrekvaart · Het Kruiswater · Stadsgracht (Bolsward) · Witmarsumervaart · Harlingervaart · Bolswardervaart · Zuidoostersingel · Noordoostersingel · Noordergracht (Harlingen) · Van Harinxmakanaal · Sexbierumervaart · Noordergracht (Franeker) · Dongjumervaart · Ried · Berlikumerwijd · Moddergat · Wierzijlsterrak · Blikvaart · Zuidhoekstervaart · Ouwe Rij · Leistervaart · Finkumervaart · Dokkumer Ee · Het Kleindiep · Dokkumer Ee · Oudkerkstervaart · Murk · Ouddeel · Bonkevaart (finish)